# Digital Versatile Doom
Digital Versatile Doom (nome completo Digital Versatile Doom: Live at the Orpheum Theatre XXXVII A.S.) è un CD-DVD del gruppo finlandese HIM.
Pubblicato il 29 aprile 2008, esso rappresenta la prima intera esecuzione dal vivo presentata dal gruppo.
Il concerto è stato registrato tra il 14 e il 15 novembre 2007 a Los Angeles presso l'Orpheum Theater e diretto da Meiert Avis.
Il cofanetto contiene un CD con la registrazione audio del concerto ed un DVD dell'esibizione. Sono inoltre contenuti come extra il "dietro le quinte", un'intervista al leader della band Ville Valo, immagini coi fan e il viaggio dei vincitori del "HIM's biggest fan contest", i quali, nella città di Seattle, hanno potuto conoscere la band.
Dopo la pubblicazione del CD, dal 1º febbraio 2008, entrò in commercio anche l'edizione limitata del DVD con 3500 copie per il Nord America e 500 per quello inglese. La particolarità di questa edizione limitata è la presenza di un flipbook numerato a mano, con immagini relative alla performance di Sleepwalking Past Hope.
Il DVD è stato distribuito dalla Sire Records.

## Tracce

### CD
1. Passion's Killing Floor – 5:14
2. (Rip Out) The Wings Of A Butterfly – 3:31
3. Buried Alive By Love – 4:52
4. Wicked Game – 4:28
5. The Kiss Of Dawn – 4:35
6. Vampire Heart – 4:25
7. Poison Girl – 5:05
8. Dead Lovers' Lane – 4:17
9. Join Me In Death – 3:30
10. It's All Tears – 4:21
11. Sleepwalking Past Hope – 10:41
12. Killing Loneliness – 4:30
13. Soul On Fire – 4:23
14. Your Sweet Six Six Six – 4:03
15. Bleed Well – 4:22
16. The Funeral Of Hearts – 4:43

### DVD
1. Intro (Blood Theme)
2. Passion's Killing Floor
3. (Rip Out) The Wings Of A Butterfly
4. Buried Alive By Love
5. Wicked Game
6. The Kiss Of Dawn
7. Vampire Heart
8. Poison Girl
9. Dead Lovers' Lane
10. Join Me In Death
11. It's All Tears
12. Sleepwalking Past Hope
13. Killing Loneliness
14. Soul On Fire
15. Your Sweet Six Six Six
16. Bleed Well
17. Right Here In My Arms
18. The Funeral Of Hearts
19. V.D.O.
20. Interviews With The Band
21. HIM's Biggest Fan Contest Entry Videos
22. Fan Club Photo Gallery

## Formazione
- Ville Valo - voce
- Mikko Lindström - chitarra solista
- Mikko Paananen - basso
- Janne Puurtinen - tastiere
- Mika Karppinen - batteria